# Ronde van Valle del Cauca
De Ronde van Valle del Cauca (Vuelta al Valle), voorheen ook wel Clásica Domingo a Domingo en Vuelta al Valle, is een vijfdaagse wielerronde in het Colombiaanse departement Valle del Cauca.
Bekende winnaars van de Ronde van Valle zijn onder andere Luis Herrera en Mauricio Ardila. De leider in het algemeen klassement rijdt in de gouden trui.
Over het algemeen doen er weinig niet-Colombianen mee aan de wedstrijd. Omdat de race is geclassificeerd als een wedstrijd op de nationale kalender, mogen er volgens het reglement van de Internationale Wielerunie maximaal drie niet-Colombiaanse ploegen deelnemen.